# Benzofuran
Benzofuran i spojevi strukturno izvedeni iz njega, vrste psihotropnih tvari. Uvršten je u Hrvatskoj na temelju Zakona o suzbijanju zlouporabe droga na Popis droga, psihotropnih tvari i biljaka iz kojih se može dobiti droga te tvari koje se mogu uporabiti za izradu droga, pod Popis droga i biljaka iz kojih se može dobiti droga, pod 2. Popis psihotropnih tvari i biljaka, Odjeljak 1 - Psihotropne tvari sukladno Popisu 1. Konvencije UN-a o psihotropnim tvarima iz 1971. godine. U benzofurane su ubrojeni spojevi kemijskog sastava 1-benzofurana, 2,3-dihidro-1-benzofurana, 1H-indola, indolina, 1H-indena ili indana supstitucijom na šesteročlanom prstenu 2-aminoetilnim supstituentom, bez obzira na to jesu li ili nisu dodatno modificirani na jedan ili više od sljedećih načina:
- supstitucijom na bicikličkom sustavu jednim ili više supstituenata iz skupine koju čine alkil, halogenalkil, alkiloksi i halogen;
- supstitucijom na 2-aminoetilnom pokrajnjem lancu s jednim ili više alkilnih supstituenata.[1]